# Breu Branco
Breu Branco este un oraș în Pará (PA), Brazilia.